# 宇喜多秀監
宇喜多 秀監（うきた ひでかた）は、江戸時代後期の人物。宇喜多秀美の五男。

## 生涯
文化9年（1812年）、八丈島に配流された大名・宇喜多氏の嫡家・宇喜多孫九郎家に生まれる。
長兄・秀邑の死後、孫九郎家の家督は半六家から養子に入った秀種が継承したが、後に、秀種が半六家を継承することになり、秀監に孫九郎家の家督が譲られた。
明治2年（1869年）の赦免状に見える宇喜多孫九郎は、秀監の子秀萃（ひでむれ）であることから、それ以前には没したと思われる。
八丈島を離島後、孫九郎家は秀萃に後継男子なく、分家・浮田半平家から秀一（浮田秀典の子）を養子に迎えている。しかし、男子にめぐまれず、家系断絶をあやぶみ、秀萃の娘・春が養女を迎え、浮田忠平家の侍郎（浮田佐武郎の兄）を娶らせて「宇喜多」を名乗らせ、秀一の死後、家督は侍郎の子秀臣が継承している。